# Nepean
De Nepean (Engels: Nepean River, aboriginal: Yandhai) is een rivier in New South Wales in het zuidoosten van Australië.
De rivier mondt in Sydney via de rivier Hawkesbury in de Tasmanzee uit.